# 은메달

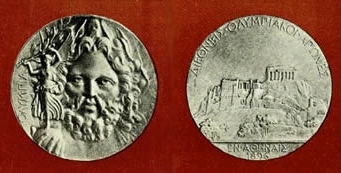
1896년 하계 올림픽에서 수여한 은메달

은메달은 각종 대회, 특히 올림픽, 아시안 게임, 코먼웰스 게임과 같은 운동 경기에서 두 번째로 높은 업적을 달성한 사람에게 주는 메달이다. 1위와 3위는 각각 금메달과 동메달을 받는 것이 관례이다.

## 올림픽
올림픽에서 은메달은 순은으로만 만들 것을 규정으로 하고 있다. 1896년에는 승자에게 은으로 된 메달을 주었다. 1위부터 3위까지의 승자에게 금, 은, 동 메달을 연달아 수여하는 관행은 1904년 경기에서부터 시작되었고, 다른 스포츠 경기에서도 이것을 채용하였다. 메달의 주조는 개최 도시에서 담당한다. 1928년부터 1968년까지의 메달 디자인은 모두 동일한데, 앞면은 플로렌스 예술가 주세페 카시올리의 포괄적인 디자인과 함께 개최 도시의 이름이 새겨져 있으며, 뒷면은 올림픽 우승자를 새긴 포괄적인 디자인으로 구성되어 있다.
1972년부터 2000년까지는 카시올리의 디자인 (또는 약간의 변형)을 앞면에 남겨두고 뒷면에 개최 도시가 자유롭게 디자인을 새겼다. 카시올리의 디자인은 로마의 원형 경기장을 담고 있었는데, 아테네에서 개최한 2004년 하계 올림픽부터는 그리스가 본래의 올림픽 발상지였음을 나타내기 위해 엘레나 보스티가 제작한 새로운 앞면 디자인을 선정하였다. 새롭게 디자인된 앞면에는 날개 달린 승리의 여신 니케가 월계관을 건네는 모습이 묘사되어 있으며, 최초의 근대 올림픽이 개최된 파나티나이코 경기장을 배경으로 하고 있다.
동계 올림픽 메달은 하계 올림픽에 비해 매우 다양한 재료와 디자인으로 만들어진다.
한국인 중에서는 송순천이 최초로 은메달을 획득했다.

## 오픈 챔피언십
오픈 챔피언십 골프 토너먼트에서는 토너먼트에서 가장 낮은 점수를 받은 아마추어 선수에게 은메달을 수여한다.

## 같이 보기
- 금메달
- 동메달